# Tranque Las Cenizas
Tranque Las Cenizas es un cuerpo de agua perteneciente a la cuenca del Estero El Sauce: 15  en la comuna de Valparaíso, provincia y región homónimas, Chile. Está ubicado cerca del límite comunal con Viña del Mar. El tranque fue construido en 1869 por la Sociedad de Consumidores de Agua Potable de Valparaíso, para abastecer de agua a la ciudad. Este es el primero en aprovisionar agua en la zona, antes de la construcción del lago Peñuelas.
Se abastece de agua gracias a un arroyo que pasa por el tranque La Invernada, ubicado a 1,3 km, originario de las serranías cercanas del este. A esta fuente se le sumó el agua de lluvia y quebradas cercanas. Actualmente es utilizado por la Corporación Nacional Forestal (CONAF) para abastecer a los aviones que combaten incendios forestales, también para la pesca y recreación. 

## Flora
Una lista de la flora presente en el entorno del tranque (nombre científico, nombre común):
- Acacia caven (Molina) Molina Espino
- Acacia dealbata Link Aromo
- Acacia melanoxylon R. Br.	Aromo australiano
- Aristotelia chilensis (Molina) Maqui
- Baccharis linearis (Ruiz et Pav.)Pers. Romerillo
- Baccharis salicifolia (Ruiz et Pav.)Pers. Chilca
- Bidens aurea (Aint) Sherff Falso Té
- Carduus sp. Cardo
- Cestrum parqui L'Herit. Palqui
- Chenopodium ambrosioides L. Paico
- Chusquea cumingii Nees Quila, coligüe
- Cichorium intybus L. Achicoria
- Conium maculatum L. Cicuta
- Convolvulus arvensis L. Correhuela
- Crataegus monogyna Jacq. Peumo alemán
- Cryptocarya alba (Molina) Looser Peumo
- Cydonia oblonga Mill. Membrillo
- Eryngium paniculatum Cav. et Domb. ex Delar. Cortadera
- Eschscholzia californica Cham. Dedal de oro
- Eucalyptus globulus Labill. Eucalipto
- Eupatorium salvia Colla Salvia macho
- Ficus carica L. Higuera
- Fumaria capreolata L. Flor de la culebra
- Galega officinalis L. Galega
- Galinsoga parviflora Cav. Galinsoga
- Geranium berterianum Colla. Core-core
- Hedera helix L. Enredadera
- Hydrangea sp. Hortensia
- Hypochaeris radicata L. Hierba del chancho
- Lithrea caustica (Molina) Hook et Arn. Litre
- Lobelia excelsa Bonpl. Tabaco del diablo
- Ludwigia peploides (Kunth) Raven Duraznillo de agua
- Luma chequen (Molina) Arrayan chequen
- Lupinus arboreus L. Lupino
- Malva nicaensis All. Malva
- Marrubium vulgare L. Matico
- Matricaria chamomilla L. Manzanilla
- Maytenus boaria Molina Maitén
- Mentha aquatica L. Hierba buena
- Mentha piperita L. Menta
- Muehlenbeckia hastulata (J.E.Sm.) I.M.Johnst. Quilo
- Myoschilos oblongum Ruiz et Pav. Orocoipo
- Nicotiana glauca Grah. Palquiextranjero
- Oxalis perdicaria (Molina) Bertero Flor de la perdiz
- Peumus boldus Molina Boldo
- Phoenix canariensis Chabaud Palma canaria
- Pinus radiata D. Don Pino
- Plantago lanceolata L. Siete venas
- Polygonum persicaria L. Duraznillo
- Populus nigra L. Álamo
- Proustia pungens (D. Don) Huañil
- Psoralea glandulosa L. Culén
- Raphanus sativus L. Rábano
- Rapistrum rugosum (L.) All Rapistro
- Retanilla trinervia (Gillies & Hook.) Hook. & Arn. Tevo
- Rosa rubiginosa L. Rosa mosqueta
- Rubus ulmifolius Schott. Zarzamora
- Rumex acetosella L. Vinagrillo
- Rumex crispus L. Lengua de vaca
- Salix viminalis L. Sauce mimbre
- Schinus latifolius (Gill. ex Lindl.) Molle
- Schoenoplectus californicus (C.A. Mey.) Steud. Totora
- Sisymbrium orientale L. Mostacilla
- Solanum furcatum Dunal ex Poir. Hierba mora
- Solidago chilensis Meyen Fulel, Huellen
- Sonchus asper L. Hill. Ñilhue
- Sonchus oleraceus L. Cerrajilla
- Taraxacum officinale Webber Diente de León
- Teline monspessulana L.C. Koch. Retama
- Typha angustifolia L. Vatro
- Trifolium repens L. Trébol
- Tristerix corymbosus (L.) Kuijt Quintral
- Tristerix tetrandrus (Ruiz. et Pav.) Martius Quintral
- Verbena bonariensis L. Verbena
- Vinca major L. Vinca mayor

## Fauna
Se reconoce el siguiente listado de fauna en el entorno del tranque:
- Zorro culpeo (Pseudalopex culpeus)
- Zorro chilla (Pseudalopex griseus)
- Chingue (Conepatus chinga)
- Cururo (Spalacopus cyanus)
- Quique (Galictis cuya)
- Coipo (Myocastor coypus)
- Culebras

Aves acuáticas: 
- Garza cuca (Ardea cocoi),
- Huala (Podiceps major),
- Cisne de cuello negro (Cygnus melancoryphus)